# Jimmy Kirunda
James C. Kirunda, plus connu sous le nom de Jimmy Kirunda (né en 1950 en Ouganda britannique; mort le 25 mai 2020 à Kampala) est un joueur de football international ougandais, qui évoluait au poste de défenseur, avant de devenir entraîneur.

## Biographie

### Carrière de joueur

#### Carrière en sélection
Avec l'équipe d'Ouganda, il figure dans le groupe des sélectionnés lors des Coupes d'Afrique des nations de 1974, de 1976 et de 1978. Il atteint la finale de cette compétition en 1978, en étant battu par le Ghana.
Il joue également un match face à la Zambie comptant pour les tours préliminaires de la coupe du monde 1978.

## Palmarès
| Kampala CC \| - Championnat d'Ouganda (2) : - Champion : 1976 et 1977. - Coupe d'Ouganda (1) : - Vainqueur : 1979. \| \| - Coupe CECAFA (1) : - Vainqueur : 1978. - Finaliste : 1979. \| |  | Ouganda - Coupe d'Afrique des nations : - Finaliste : 1978   |
| - Championnat d'Ouganda (2) : - Champion : 1976 et 1977. - Coupe d'Ouganda (1) : - Vainqueur : 1979.                                                                                     |  | - Coupe CECAFA (1) : - Vainqueur : 1978. - Finaliste : 1979. |